# Takashi Tezuka
Takashi Tezuka (手塚 卓志, Tezuka Takashi) (Osaka, 17 november 1960) is een Japanse ontwerper van computerspellen, werkzaam bij Nintendo.

## Biografie
Tezuka ging na zijn studie aan de Universiteit van Osaka werken bij Nintendo in 1984. Hij werkte samen met spelontwerper Shigeru Miyamoto en raakte betrokken bij de ontwikkeling van onder meer de Mario-serie en de Zelda-serie van computerspellen.

## Lijst van werken
Een selectie van computerspellen waaraan Tezuka heeft bijgedragen:
- Devil World (1984)
- Super Mario Bros. (1985)
- The Legend of Zelda (1986)
- Zelda II: The Adventure of Link (1987)
- Super Mario Bros. 3 (1988)
- Super Mario World (1990)
- The Legend of Zelda: A Link to the Past (1991)
- The Legend of Zelda: Link's Awakening (1993)
- Super Mario 64 (1996)
- Luigi's Mansion (2001)
- Super Mario Sunshine (2002)
- The Legend of Zelda: The Wind Waker (2002)
- Animal Crossing: Wild World (2005)
- Super Mario Galaxy 2 (2010)
- Yoshi's Woolly World (2015)
- Super Mario Run (2016)
- Hey! Pikmin (2017)
- Super Mario Maker 2 (2019)